# Walter Maria Förderer

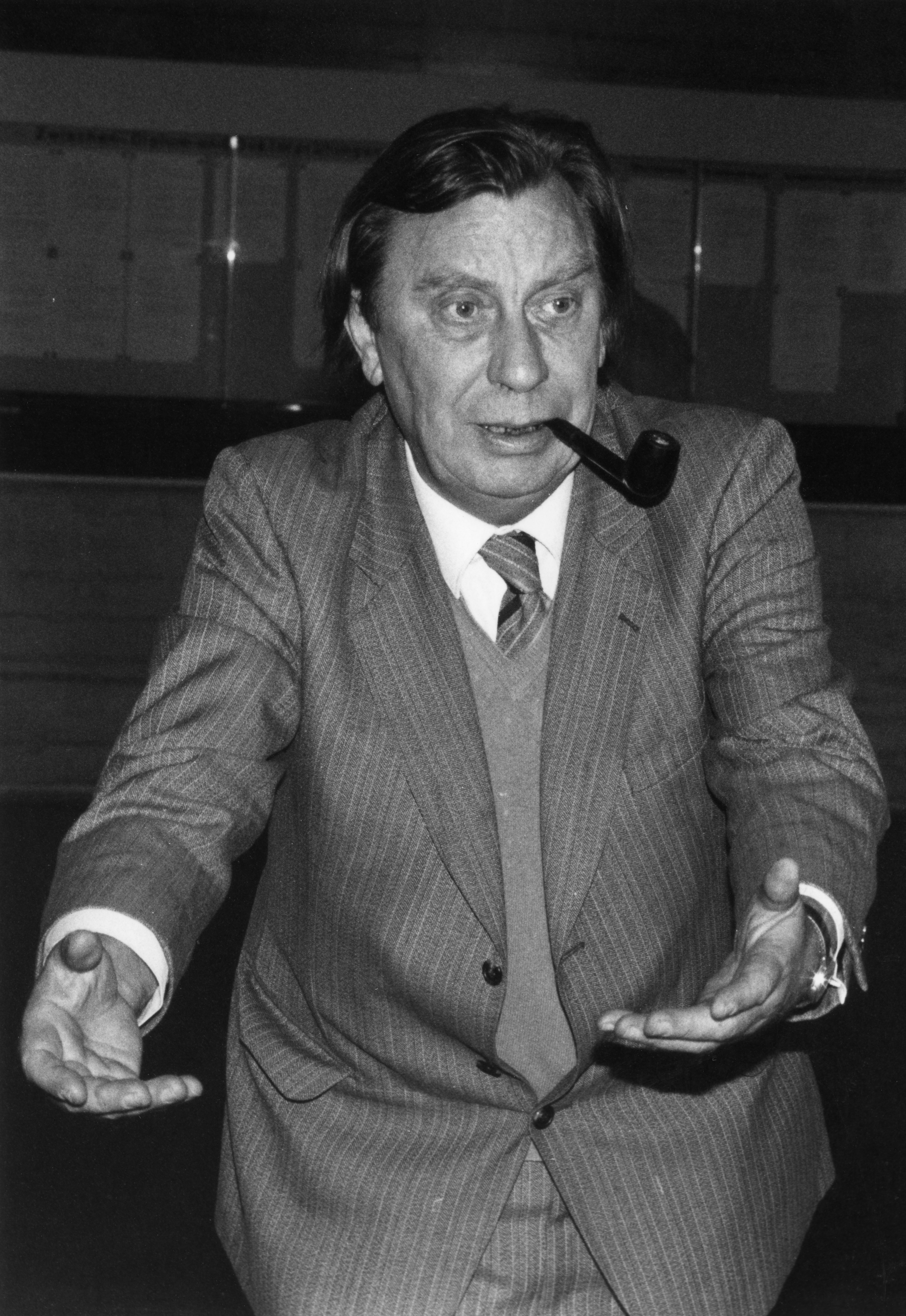
Walter Maria Förderer (1985)

Campus der Hochschule St. Gallen nach der Fertigstellung 1963

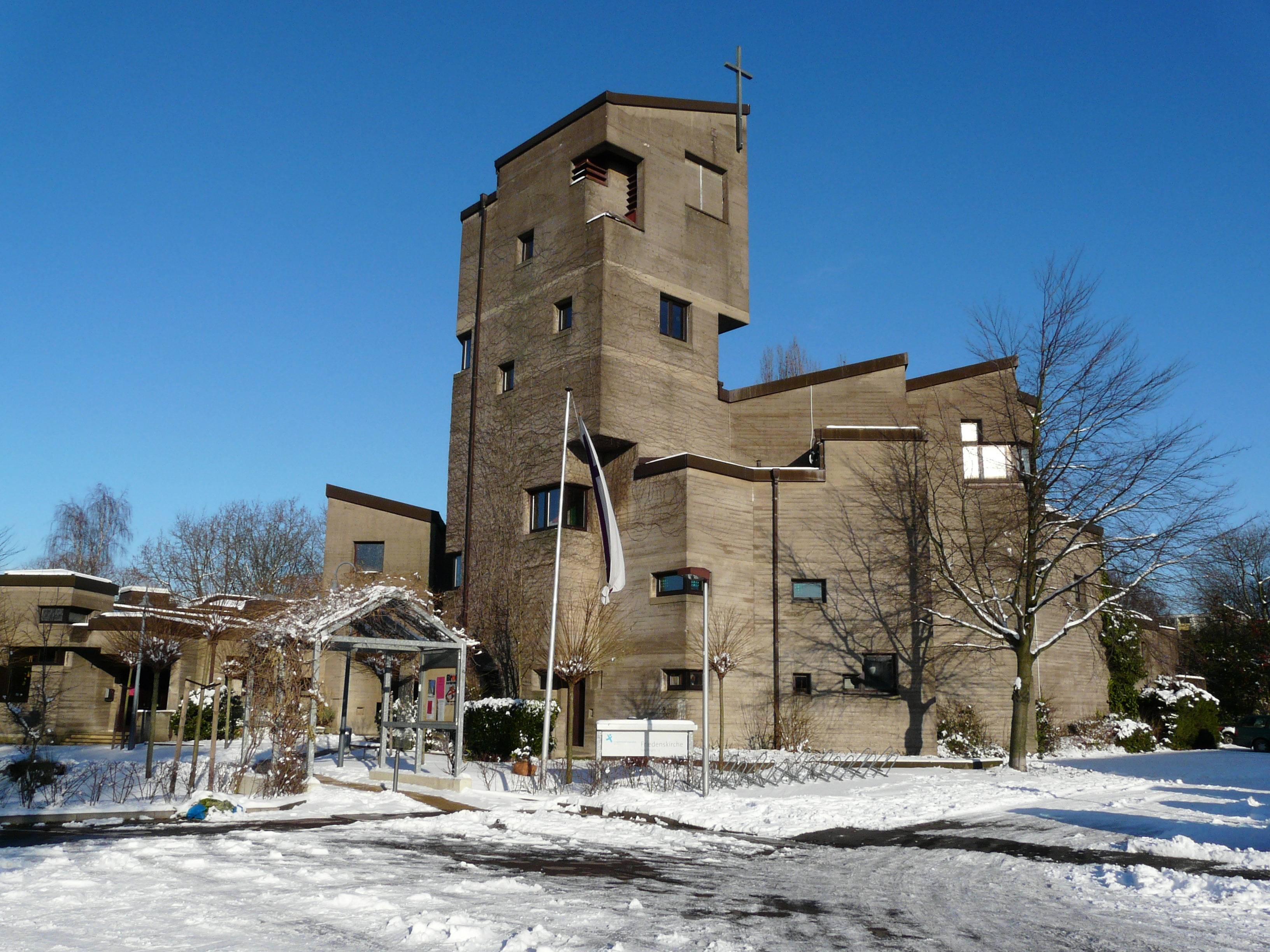
Ev. Friedenskirche Monheim-Baumberg (1966–1971)

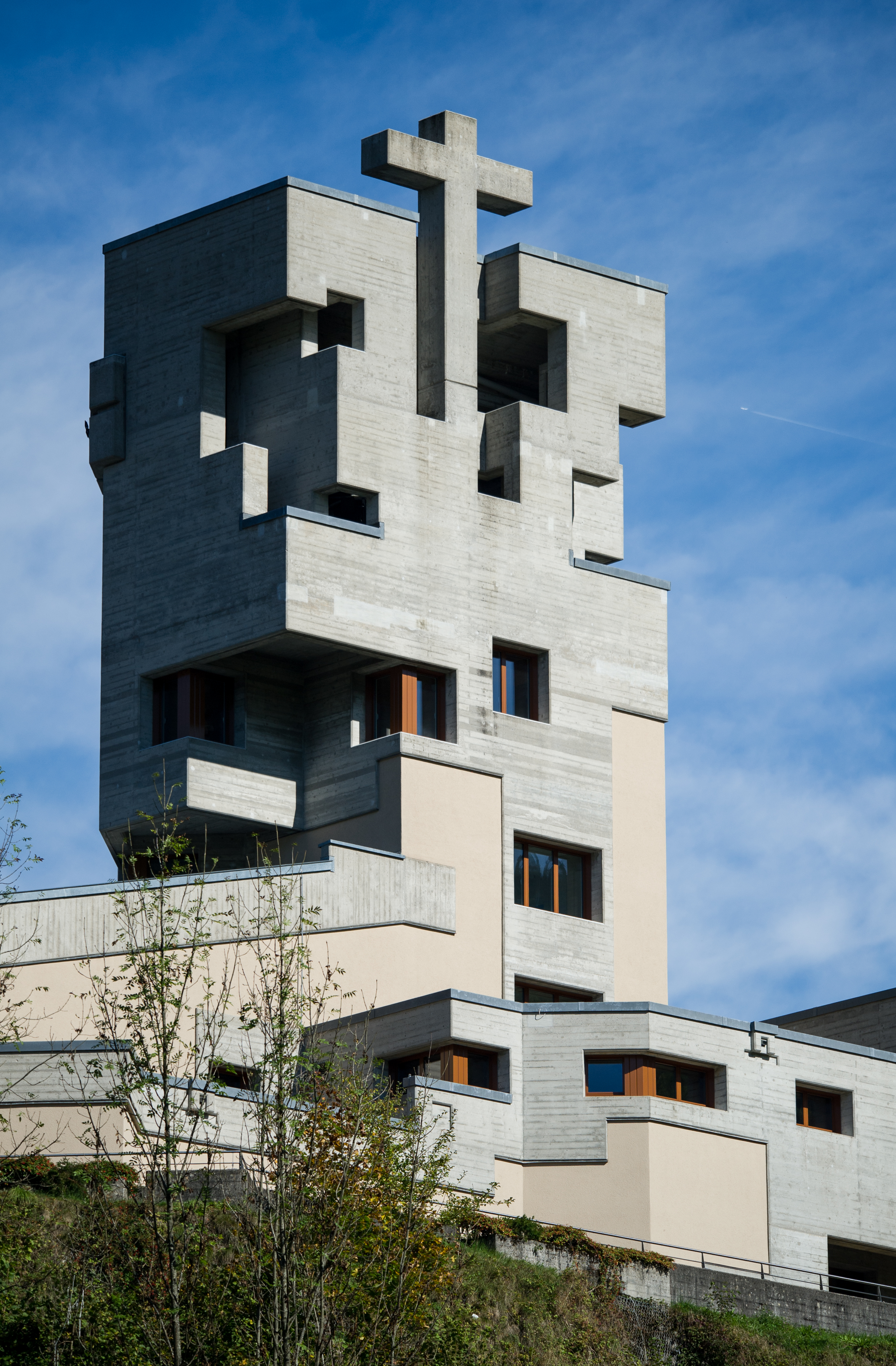
Katholische Kirche St. Gallus in Lichtensteig (1968–1970)

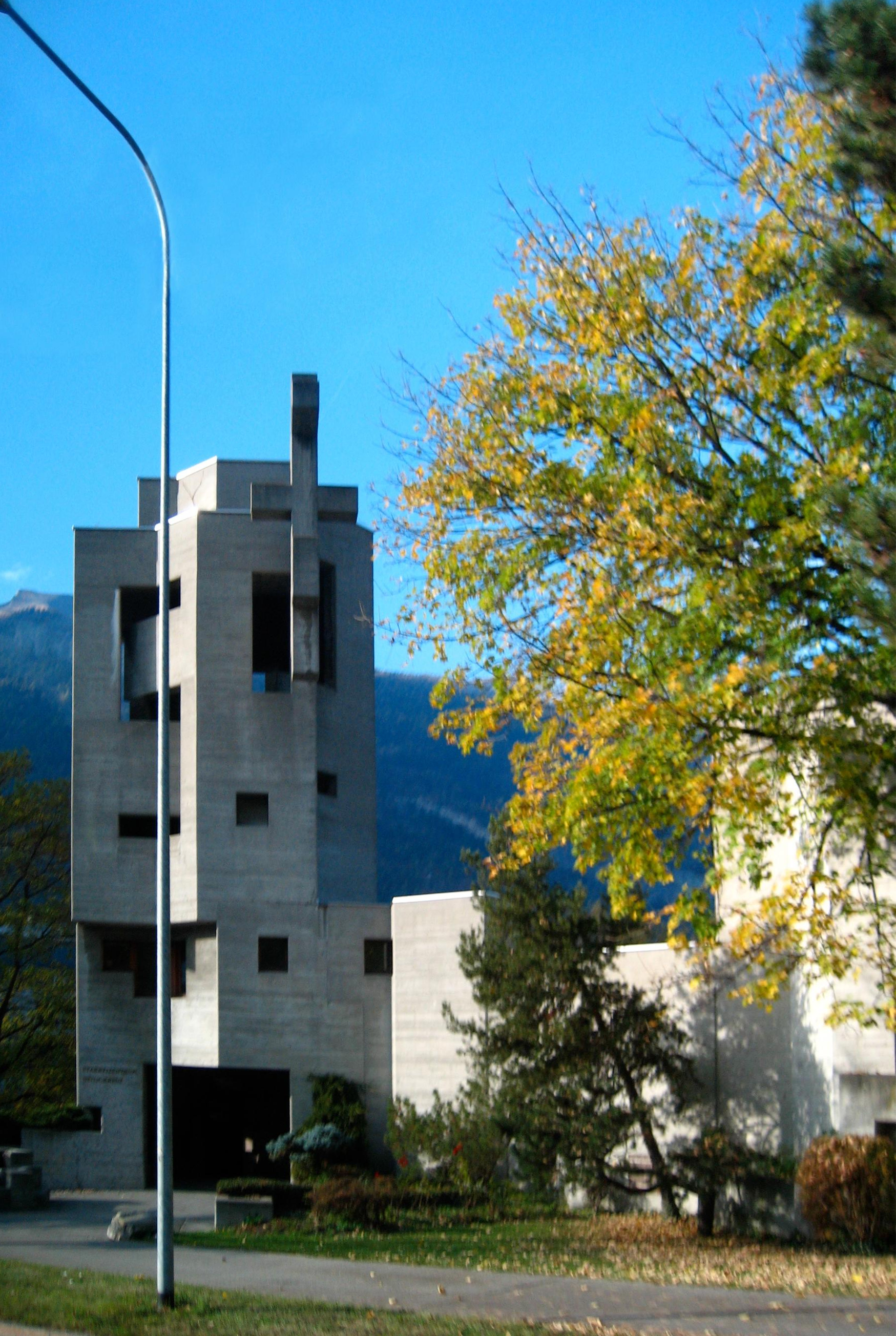
Katholisches Kirchenzentrum Heiligkreuz in Chur (1966–1969)

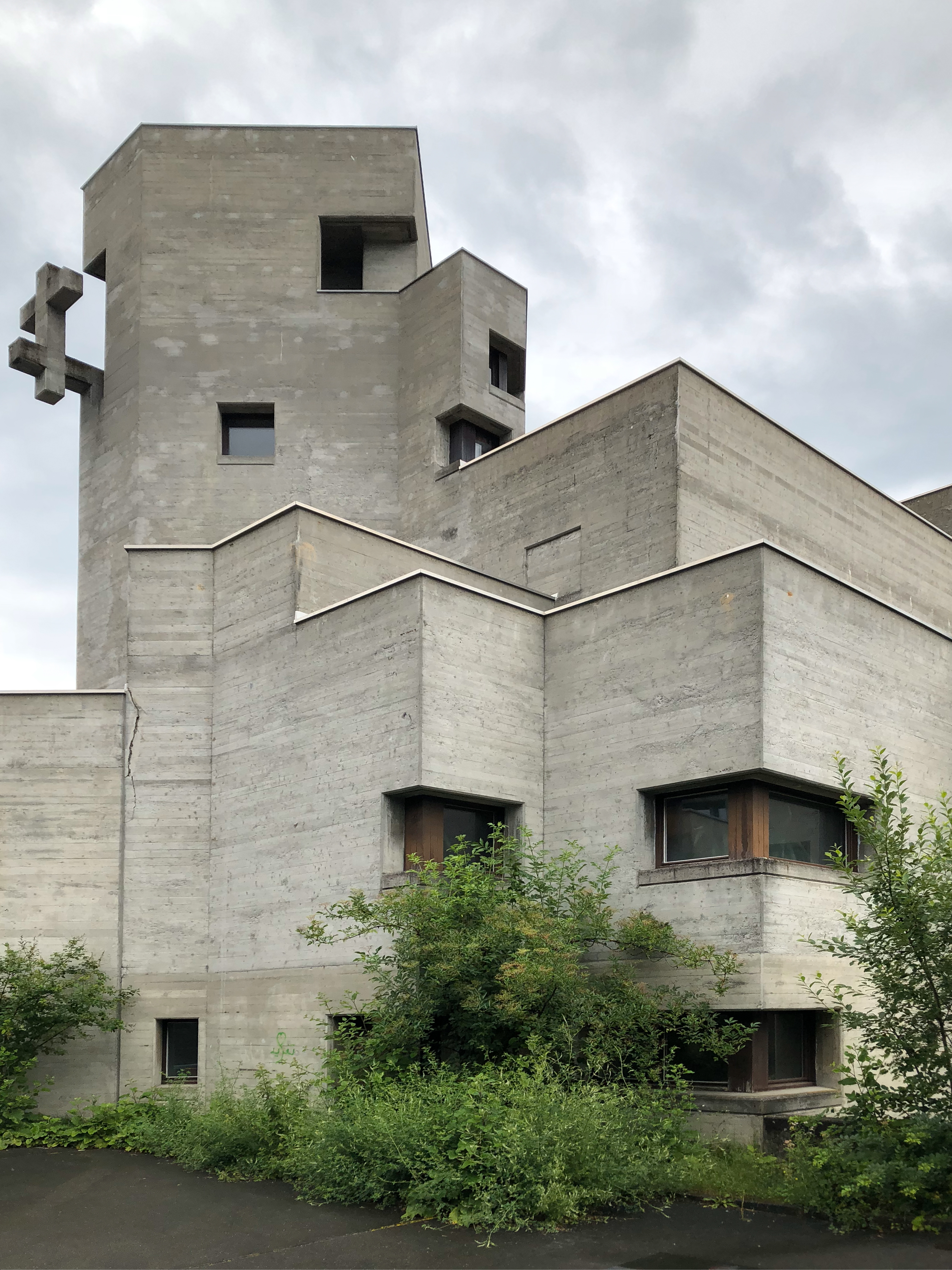
Katholische Kirche St. Johannes in Luzern (1967–1970)

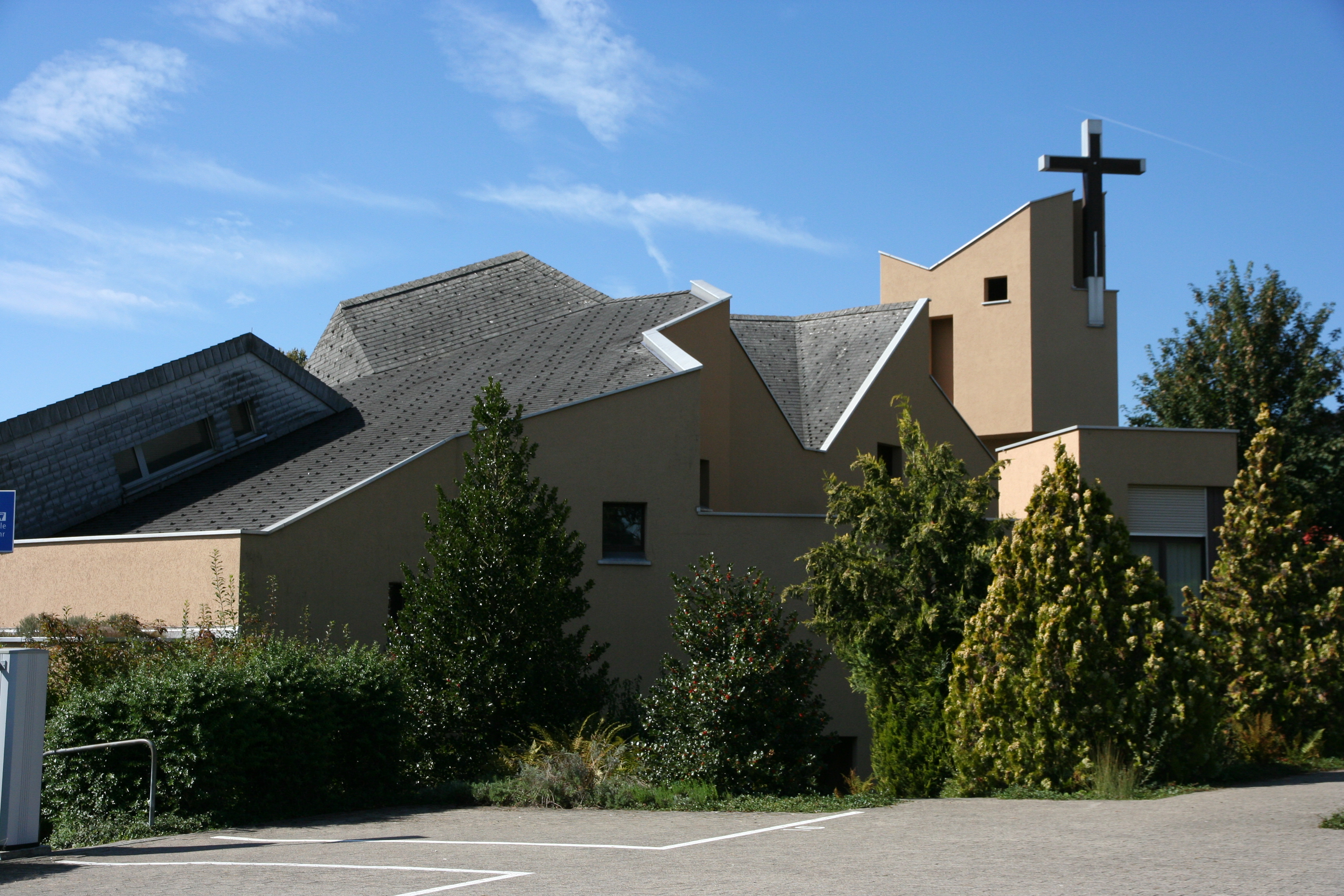
Katholische Kirche St. Franziskus in Rapperswil-Kempraten (1978–1979)

Walter Maria Förderer (* 21. März 1928 in Nohl; † 29. Juni 2006 in Thayngen) war ein Schweizer Architekt sowie Bildhauer, Hochschullehrer und Politiker. Zu seinen Bauten gehören unter anderem der Campus Rosenberg der Universität St. Gallen und die Kirche St. Nicolas (Hérémence) im Wallis.

## Leben
Walter Maria Förderer verbrachte seine Kinder- und Jugendjahre in Schaffhausen und Basel. Nach dem Besuch des Realgymnasiums und der Kunstgewerbeschule im Fach Bildhauerei in Basel arbeitete er als Hilfszeichner im Büro vom Architekten Willi Gossweiler. Anschliessend machte er ein Volontariat beim Architekten Hermann Baur.
1956 eröffnete er in Basel sein eigenes Architekturbüro mit Rolf Georg Otto (1958 bis 1964 als Bürogemeinschaft mit Rolf Otto und Hans Zwimpfer).
Sie bearbeiteten insbesondere Wettbewerbsaufgaben und nach frühen Schulbauten gelang der Bürogemeinschaft 1963 mit dem Bau der Hochschule St. Gallen ein internationaler Erfolg. 
Nach der Auflösung des Architekturbüros baute Förderer, 1951 zum römisch-katholischen Glauben konvertiert, in erster Linie katholische Kirchen und einzelne evangelische Gemeindezentren. 
1970 gründete er in Schaffhausen mit den langjährigen Mitarbeitern Rudolf Lüscher und Jost Meier erneut eine Bürogemeinschaft, die bis 1978 bestand. 
Danach gab er die Architektur völlig auf und widmete sich wieder der Bildhauerei. Es entstanden seine sogenannten Raumbild-Kästen. Zudem entwarf er erste bühnenbildnerische Arbeiten.
1984 wurde Förderer den Konstanzer Kunstpreis verliehen.
1965 erhielt Förderer einen Ruf als Professor für kooperatives Gestalten an die Akademie der bildenden Künste Karlsruhe
Ab 1986 als Honorarprofessor für Entwurf an der Universität Stuttgart. 
1993 wurde er emeritiert. 
Neben seiner lehrenden Tätigkeit blieb die publizistische weiterhin wichtig.
Von 1973 bis 1980 war er ausserdem Schaffhauser SP-Kantonsrat.
Walter M. Förderer starb nach langjähriger schwerer Krankheit am 29. Juni 2006 im Alter von 78 Jahren in Thayngen.

## Werk
Walter M. Förderer war ein Hauptvertreter des neo-expressionistischen Kirchenbaus der 1960er Jahre. Seine in Sichtbeton gestalteten Kirchenbauten zeichnen sich durch polygonale Grundrisse, die Kombination mit einem Pfarrzentrum, komplizierte und verschachtelte Volumen sowie eine indirekte Lichtführung aus. Förderers architektonisches Schaffen ist auf knapp 20 Jahre beschränkt, was die künstlerische Geschlossenheit seines Werkes erklärt. Davor und danach entstanden bildhauerische Arbeiten. Die Architektur Förderers wird dem Brutalismus zugerechnet – eine Anfang der 1950er Jahre aufkommende Architekturrichtung, die den Beton in seiner Ursprünglichkeit und Rohheit betont, eine hohe Plastizität der Gebäudeformen wie der Baudetails anstrebt und Installationen gerne sichtbar lässt.
Ob als Dozent in Karlsruhe und Stuttgart, ob als Vortragsreisender und Publizist – Förderer engagierte sich auch theoretisch im Schul- und Kirchbauwesen. Mit offenen Räumen wollte er zur lebendigen Begegnung und Auseinandersetzung einladen. Zukunftsweisend plädierte er dafür, dass die christlichen Konfessionen sich in Stadt- und Einkaufszentren, Schulen und Bahnhöfen einmieten. Nachdem Förderer für seine kunstvollen Sakralbauten bekannt geworden war, für die er bis heute geschätzt wird, veröffentlichte er Ende der 1960er Jahre seinen neuen Ansatz: eine «Kirche ohne Schwelle», in der nicht nur Gottesdienst gefeiert wird. Als die Fachwelt über Kirchenbau in «nachsakraler» Zeit diskutierte, träumte Förderer von einem Saal, der über den Gottesdienst und konfessionelle Grenzen hinaus auch für ganz weltliche Veranstaltungen nutzbar wäre – eine Vision, die kaum zur Umsetzung kam.

## Bauten
- 1959–1963: Hochschule St. Gallen (mit R. Otto und H. Zwimpfer)
- 1959–1962: Realschule Neumatt in Aesch BL (mit R. Otto und H. Zwimpfer)
- 1960–1964: Realschule Brunnmatt in Basel (mit R. Otto und H. Zwimpfer)
- 1961–1963: Parkrestaurant am Rheinfall in Neuhausen (mit H. Zwimpfer)[2]
- 1962–1966: Kantonsschule Schaffhausen, neuer Trakt (mit H. Zwimpfer)
- 1962–1966: Kantonalbank in Schaffhausen (mit H. Zwimpfer)
- 1966–1969: Katholisches Kirchenzentrum Heiligkreuz in Chur
- 1966–1969: Katholische Kirche St. Klemens in Bettlach (Kt. Solothurn)
- 1966–1971: Evangelisches Zentrum Friedenskirche in Baumberg (Monheim am Rhein)
- 1967–1969: Katholische Kirche Heiligkreuz in Bern Tiefenau
- 1967–1970: Katholische Kirche St. Johannes in Luzern Würzenbach
- 1968–1970: Katholische Kirche St. Gallus in Lichtensteig (Kt. St. Gallen)
- 1969–1970: Evangelisches Zentrum in Moers-Hochstrass
- 1967–1971: Katholische Kirche Saint-Nicolas in Hérémence
- 1969–1971: Katholische Kirche St. Konrad in Schaffhausen
- 1971–1974: Real- und Oberschule «Im Gräfler» in Schaffhausen
- 1978–1979: Katholische Kirche St. Franziskus Rapperswil-Kempraten

## Schriften (Auswahl)
- mit Lucius Burckhardt: Bauen ein Prozess. Teufen 1968.
- Kirchenbau von heute für morgen? Fragen heutiger Architektur und Kunst. Zürich/Würzburg 1964
- Schöpferischsein. St. Gallen 1985.
- mit Alois Riklin: Kunst und Politik. St. Gallen 1994.